# 卡勒巴西特瓦利 (緬因州)
卡勒巴西特瓦利（英語：Carrabassett Valley）是一個位於美國緬因州富蘭克林縣的市鎮。

## 人口
根據2020年美國人口普查的數據，卡勒巴西特瓦利的面積為201.03平方千米，當中陸地面積為200.67平方千米，而水域面積為0.36平方千米。當地共有人口673人，而人口密度為每平方千米3人。